# Bubble and squeak

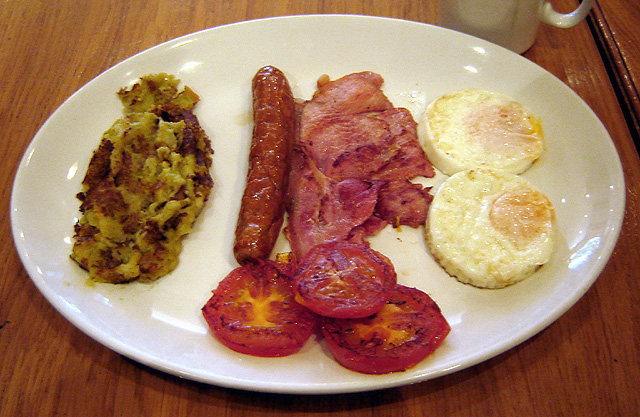
Uma pequena porção de bubble and squeak, como parte de um café da manhã inglês

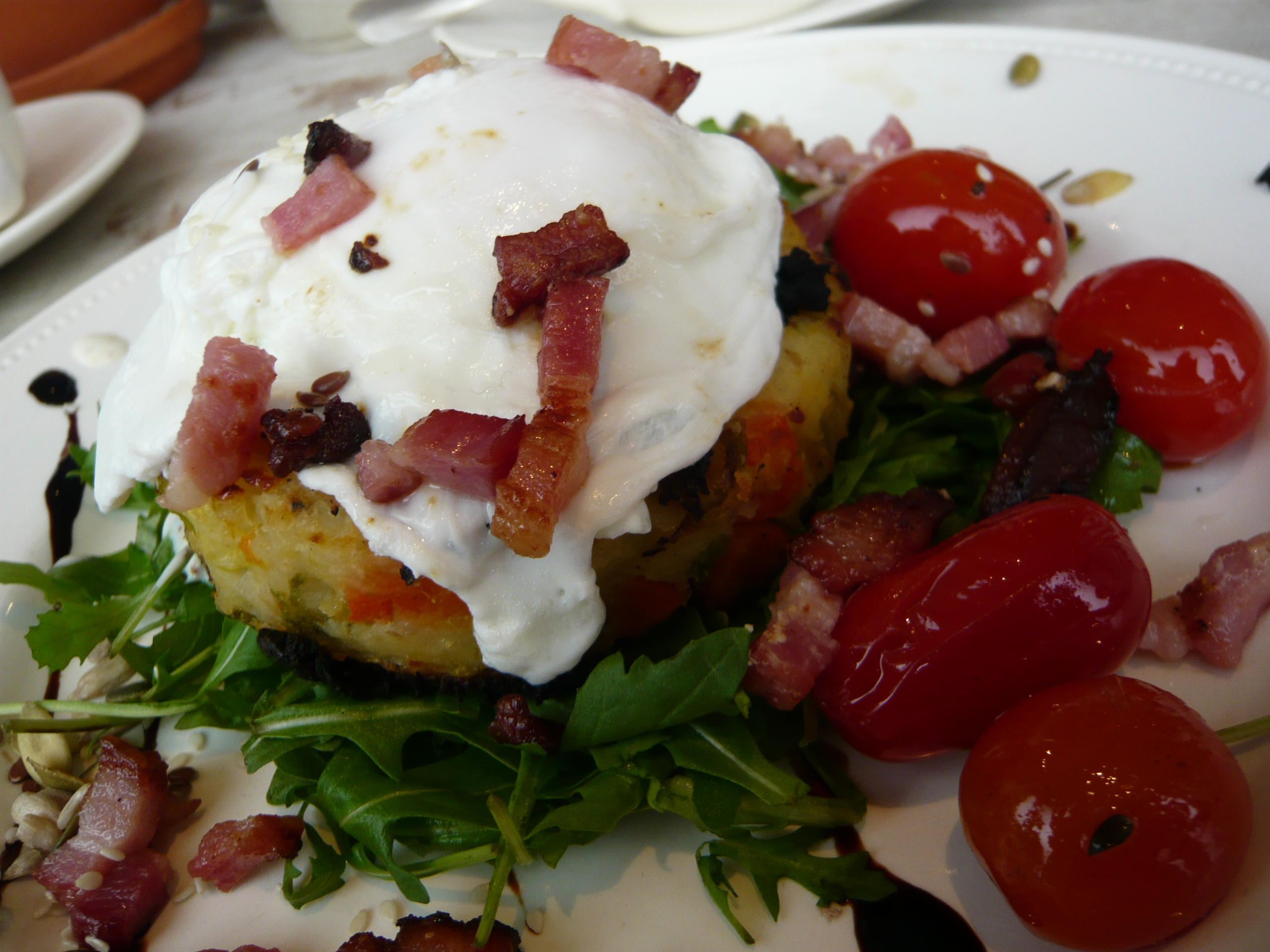
Bubble and squeak coberto com ovo escalfado.

Bubble and squeak (em português:Borbulhar e chiar) é um prato tradicional de café da manhã britânico feito com batata e repolho. Receitas históricas acrescentam carne ao bubble and squeak, embora hoje em dia seja mais comumente feito sem carne. A receita mais antiga conhecida é do livro A New System of Domestic Cookery (Um Novo Sistema de Cozinha Doméstica) da Sra. Rundell de 1806.
Nos tempos modernos, é um prato feito com as sobras de vegetais fritos de um jantar assado de domingo. Os ingredientes principais são batata e repolho, mas cenouras, ervilhas, couve ou quaisquer outros vegetais restantes podem ser adicionados. Os vegetais picados (e a carne picada fria, se usada) são fritos em uma panela junto com purê de batata ou batata assada triturada até que a mistura esteja bem cozida e dourada nas laterais. O prato tem esse nome porque o repolho faz sons borbulhantes e rangidos durante o processo de cozimento. É frequentemente servido com carnes frias do assado de domingo e picles ou molho marrom, ou como acompanhamento de um café da manhã inglês completo .
O nome bubble and squeak é usado principalmente na Inglaterra (para Escócia e Irlanda  consulte a seção Pratos semelhantes ), e também pode ser entendido em partes de alguns outros países da Comunidade Britânica e nos Estados Unidos.
Bubble and squeak é um prato popular desde o final dos anos 1800, pois é uma maneira fácil de usar as sobras. Recentemente, versões pré-preparadas prontas tornaram-se disponíveis no mercado.

## Pratos semelhantes
- Panackelty, do Nordeste da Inglaterra
- Rumbledethumps, stovies e clapshot da Escócia
- Colcannon e champ, da Irlanda
- Stoemp da Bélgica
- Calentao, da Colômbia
- Biksemad, da Dinamarca
- Bauernfrühstück e Stemmelkort, da Alemanha
- Stamppot, da Holanda
- Trinxat, da região La Cerdanya da Catalunha, nordeste da Espanha e Andorra
- Pyttipanna, Pyttipanne e Pyttipannu (do sueco "pytt i panna" = "pequenos pedaços na panela") da Suécia, Noruega e Finlândia
- Hash, dos Estados Unidos
- Aloo tikki, da Índia
- Matevž, da Eslovênia
- Tortilla de verduras, do Chile